# Suhl
Suhl este un oraș în landul Turingia, Germania. 

## Personalități născute aici
- Sandra Hüller (n. 1978), actriță.